# 尚库尔
尚库尔（法語：Champcourt，法語發音：[ʃɑ̃kuʁ]）是法国上马恩省的一个旧市镇，属于肖蒙区。1973年1月1日，尚库尔与邻近的6个市镇并入科隆贝双教堂村，后者于2017年1月1日与市镇拉莫特昂布莱西合并为新的科隆贝双教堂村。

## 地理
尚库尔（48°16'32.30"N, 4°57'2.35"E）面积8.29 平方千米，位于法国大東部大區上马恩省，该省份为法国东北部内陆省份，北起马恩省和默兹省，西接奥布省，西南接科多尔省，东南接上索恩省，东临孚日省。
尚库尔的时区为UTC+01:00、UTC+02:00（夏令时）。

## 行政
尚库尔的邮政编码为52330，INSEE市镇编码为52100。

## 人口
尚库尔于2018年1月1日时的人口数量为55人。